# Projeto Glória Nacional
Projeto Guoguang foi uma tentativa da República da China, com sede em Taipei, de reconquistar China continental do controle da República Popular da China por meio de uma invasão em grande escala. Foi o mais elaborado dos planos ou estudos da República da China para reconquistar o continente desde a retirada nacionalista para Taiwan.
Guoguang foi iniciado em 1º de Abril de 1961, Em resposta ao Grande Salto em Frente, a ruptura sino-soviética e o desenvolvimento de armas nucleares. Guoguang nunca foi executado porque exigia mais tropas e material do que Taiwan poderia ter, além de faltar apoio dos Estados Unidos.
A utilização de uma invasão em grande escala como fase inicial da reunificação foi efetivamente abandonada depois de 1966, embora em 1969, no 10º Congresso Nacional, o Kuomintang concordou que a China colapsaria devido ao Grande Salto para Frente e uma invasão não seria descartada. A organização de planeamento Guoguang só foi abolida em 1972, todavia, a República da China não abandonou a política de uso da força para a reunificação até 1980 com o ínicio da politica de "Três Princípios do Povo unificam a China".
Em abril de 2009, foi anunciado que a documentação secreta do Projeto Guoguang seria desclassificada e exibida no Mausoléu de Cihu a partir de maio de 2009.  